# Бранль
Бранль (фр. Branle, Bransli) — старо-французский народный круговой танец (хоровод) с медленными, грациозными движениями. Иногда сопровождался пением, куплетами с припевом, повторяющимся после каждой строфы. Размер бранлей чётный, в некоторых разновидностях — трёхдольный.

## Происхождение названия
В танцевальной культуре эпохи позднего Средневековья и раннего Возрождения словом «бранль» называли конкретное па. В дальнейшем, как и в случае вольты, название отдельного танцевального движения распространилось на весь танец.

## История
Первые упоминания о бранле относятся к XIII веку. Особенное распространение бранль получил в XV—XVI веках. Единственным существующим источником о шагах в бранлях является «Орхезография» (Orchesography), записанная французским каноником Туано Арбо.
Его танцевали повсеместно: на ярмарках, народных праздниках. Бранль, получив широкое распространение, утерял своё название, и каждая провинция наименовала его по-своему, несколько изменяя и сам танец. Прованс назвал его «гавотом», Бретань — «пассэ-пье» (фр. passé pied), Овернь — «бурре» (фр. bourrée d’Auvergne) и т. д. При Екатерине Медичи бранль под именем «бурре» сделался придворным танцем.
В конце XVI века Шекспир упомянул бранль в комедии Бесплодные усилия любви (3 акт, 1 сцена, 7 действие), в конце XVII века его танцевали при дворе короля Франции Людовика XIV и короля Англии Карла II, где его популярность даже превзошла французскую.
В Италии бранль превратился в танец «брандо», в Испании — в «бран». Нидерландский композитор Эммануэль Адрианссен включил произведение под названием Branle Englese (английский бранль) в сборник лютневой музыки Pratum Musicum (1584), а англичанин Томас Томкинс включил в Вирджинальную книгу Фицуильяма Worster Braules («вустерские бранли»). В то же время из тысяч произведений для лютни общее количество известных английских бранлей составляет всего 18; также одна «куранта» в континентальных источниках указана как бранль.

## Разновидности
Бранль имел множество разновидностей: «простой», «двойной», «весёлый». Некоторые виды этого танца были связаны с профессиональной деятельностью людей: «бранль прачек», «бранль булочников». Известны также местные разновидности: бранль из Шампани, бранль из Пуату.